# Клинци (Ваљево)
Клинци су насељено место града Ваљева у Колубарском округу са атаром површином од 470 ha. Према попису из 2002. било је 269 становника (према попису из 1991. било је 220 становника), док према резултатима пописа у 2022. години, у Клинцима има 245 становника.
Налазе се на петом километру пута Ваљево - Сувобор - Чачак, између села Белошевац, Петница, Жабари и Пауне, заузимајући скоро читаву косу брда која почиње над Петничком пећином и пружа се према северу. Старо село било је Паланка, и да је ту било село пре и за време косовске битке доказује и то што су се до скора изоравали крхотине судова, остаци грађе, разног алата и старог новца из турског доба.
Овде се налази Кућа породице Дудић, као споменик културе.

## Име
Име старог села било је Паланка, а то је оно место које је у средини данашњег села. По легенди у коју се и данас верује Клинци су добили име по надимку једног од својих житеља. Неки Митар, прича се, ишао је у Срем да прода волове. Пошто је продао волове, десило се да је успут обосио и купио опанке клинцима потковане. Како су опанци били слабо потковани, то се Митар подбије и од једног у ногу забоденог остане сакат, те га стога његови сељаци прозову Митар Клинчанин.

## Саобраћај
Село Клинци су удаљени од Ваљева само 6 км, и до центра постоји асфалтни пут који је изграђен 1979. године. У селу нема железничке станице, а аутобуска станица постоји и из села постоји неколико полазака градског превоза.

## Пољопривреда
У Клинцима најразвијеније пољопривредне гране су сточарство, воћарство и ратарство. Од стоке су заступљене племените расе говеда, свиња и оваца. Код говеда најзаступљенија је раса домаћег шареног говечета у типу сименталца и мали број холштајн расе, као и мелези ове две расе. Код свиња највише има ландраса и пиетрена, и њихових мелеза. Код оваца најзаступљенији је сјенички сој, и у мањем броју виртемберг.
Од житарица највише се гаје кукуруз, јечам и пшеница. У мањим количинама и зоб.

## Инфраструктура
У Клинцима не постоји канализација, али постоји водовод који је изграђен 1998. године. Од тада се Клинчани напајају градском водом. Село је електрифицирано 1949. године. Тада је урађена нисконапонска мрежа и стављено је четири трафостанице. У лето 2010. године постављено је и улично светло у целом селу. Такође већина кућа у селу има телефонску и интернет линију.

## Демографија
У насељу Клинци живи 233 пунолетна становника, а просечна старост становништва износи 45,7 година (44,6 код мушкараца и 46,8 код жена). У насељу има 84 домаћинства, а просечан број чланова по домаћинству је 3,20.
Ово насеље је великим делом насељено Србима (према попису из 2002. године).
|  |

| Демографија | Демографија | Демографија |
| Година      | Становника  | Становника  |
| ----------- | ----------- | ----------- |
| 1948.       | 262         |             |
| 1953.       | 238         |             |
| 1961.       | 251         |             |
| 1971.       | 244         |             |
| 1981.       | 236         |             |
| 1991.       | 220         | 219         |
| 2002.       | 269         | 269         |
| 2011.       | 233         |             |
| 2022.       | 245         |             |

| Етнички састав према попису из 2002.‍ | Етнички састав према попису из 2002.‍ | Етнички састав према попису из 2002.‍ | Етнички састав према попису из 2002.‍ | Етнички састав према попису из 2002.‍ |
| ------------------------------------ | ------------------------------------ | ------------------------------------ | ------------------------------------ | ------------------------------------ |
|                                      |                                      |                                      |                                      |                                      |
| Срби                                 | Срби                                 |                                      | 267                                  | 99,25%                               |
| Руси                                 | Руси                                 |                                      | 1                                    | 0,37%                                |
| непознато                            | непознато                            |                                      | 0                                    | 0,0%                                 |

| Година пописа     | 1948. | 1953. | 1961. | 1971. | 1981. | 1991. | 2002. |
| ----------------- | ----- | ----- | ----- | ----- | ----- | ----- | ----- |
| Број домаћинстава | 51    | 53    | 59    | 62    | 59    | 57    | 84    |

| Број чланова      | 1  | 2  | 3  | 4  | 5  | 6 | 7 | 8 | 9 | 10 и више | Просек |
| ----------------- | -- | -- | -- | -- | -- | - | - | - | - | --------- | ------ |
| Број домаћинстава | 14 | 16 | 20 | 15 | 11 | 8 | 0 | 0 | 0 | 0         | 3,20   |

| Пол    | Укупно | Неожењен/Неудата | Ожењен/Удата | Удовац/Удовица | Разведен/Разведена | Непознато |
| ------ | ------ | ---------------- | ------------ | -------------- | ------------------ | --------- |
| Мушки  | 115    | 29               | 78           | 5              | 3                  | 0         |
| Женски | 122    | 21               | 76           | 23             | 2                  | 0         |
| УКУПНО | 237    | 50               | 154          | 28             | 5                  | 0         |

| Пол    | Укупно                    | Пољопривреда, лов и шумарство | Рибарство                            | Вађење руде и камена | Прерађивачка индустрија       |
| ------ | ------------------------- | ----------------------------- | ------------------------------------ | -------------------- | ----------------------------- |
| Мушки  | 65                        | 30                            | 0                                    | 0                    | 11                            |
| Женски | 41                        | 23                            | 0                                    | 0                    | 8                             |
| УКУПНО | 106                       | 53                            | 0                                    | 0                    | 19                            |
| Пол    | Производња и снабдевање   | Грађевинарство                | Трговина                             | Хотели и ресторани   | Саобраћај, складиштење и везе |
| Мушки  | 4                         | 4                             | 7                                    | 0                    | 3                             |
| Женски | 0                         | 0                             | 8                                    | 0                    | 0                             |
| УКУПНО | 4                         | 4                             | 15                                   | 0                    | 3                             |
| Пол    | Финансијско посредовање   | Некретнине                    | Државна управа и одбрана             | Образовање           | Здравствени и социјални рад   |
| Мушки  | 0                         | 1                             | 2                                    | 0                    | 2                             |
| Женски | 0                         | 1                             | 0                                    | 0                    | 1                             |
| УКУПНО | 0                         | 2                             | 2                                    | 0                    | 3                             |
| Пол    | Остале услужне активности | Приватна домаћинства          | Екстериторијалне организације и тела | Непознато            | Непознато                     |
| Мушки  | 0                         | 0                             | 0                                    | 1                    | 1                             |
| Женски | 0                         | 0                             | 0                                    | 0                    | 0                             |
| УКУПНО | 0                         | 0                             | 0                                    | 1                    | 1                             |

## Галерија
- Село Клинци - панорама
- Село Клинци - поглед према селу Петница
- Село Клинци - поглед према Петничкој пећини и долини реке Бање
- Село Клинци - поглед према Петничкој цркви, истраживачкој стании Петница и Петничком језеру
- Село Клинци - фабрика воде
- Село Клинци - панорама
- Село Клинци - панорама
- Село Клинци - панорама
- Село Клинци - панорама
- Село Клинци - панорама
- Село Клинци - панорама